# Garuda Indonesia-vlucht 200

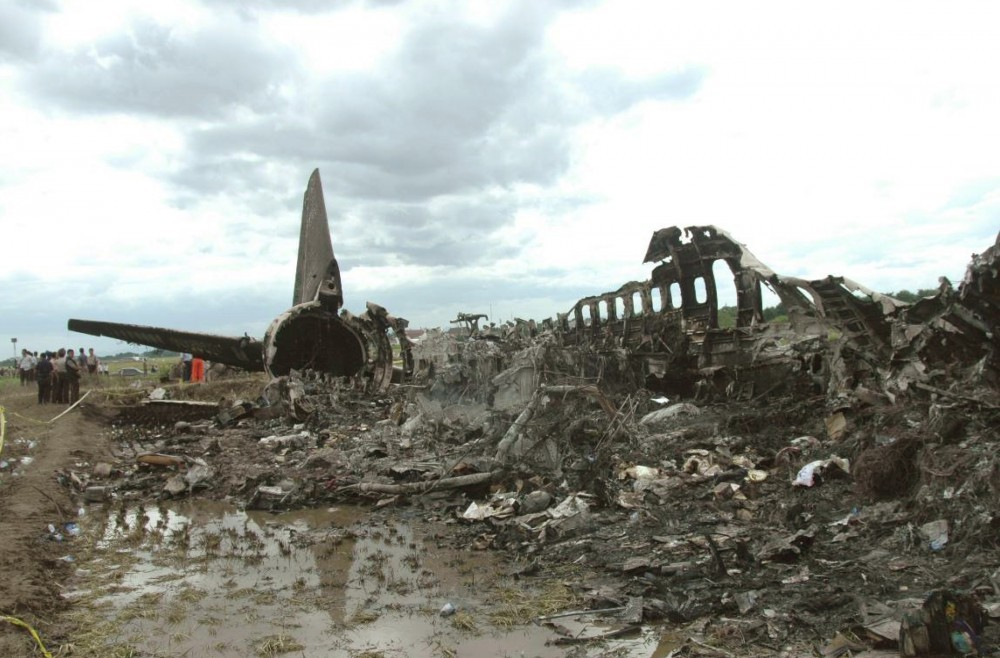
De plaats van het ongeluk

Garuda Indonesia Vlucht GA 200 was een binnenlandse vlucht van Jakarta naar Jogjakarta, Indonesië. Het vliegtuig, een Boeing 737-400 reed aan het einde van de landingsbaan van de baan af, brak door de afrastering van het vliegveld heen en kwam in een rijstveld tot stilstand. Daarna brak er brand uit, 22 personen kwamen om het leven.
Onder de 133 passagiers bevonden zich 19 buitenlanders, waaronder een aantal Australische journalisten. Een van hen was een cameraman voor de televisiezender Seven News die opnamen van het uitbrandende vliegtuig wist te maken.

## Oorzaak
Het ongeval was te wijten aan de nog veel te hoge voorwaartse snelheid tijdens de nadering. De suggestie van de co-piloot om een doorstart te maken in plaats van de landing door te zetten werd door de gezagvoerder genegeerd.